# Ana Francisca Abarca de Bolea

Brasão de armas da Família Abarca da qual fez parte D. Ana Francisca Abarca de Bolea

Ana Francisca Abarca de Bolea (Zaragoza, 1602 – Casbas, Huesca, 1685) foi uma escritora espanhola nascida na aristocracia dentro de uma família com origens nobres, os Bolea.
Era filha de Martín Abarca de Bolea e Castro, como também surge grafado e de sua esposa D. Ana de Mur. Desde os três anos de idade viveu nos Mosteiro de Santa Maria (Vila de Casbas), adquirindo desde aqui uma grande e profunda formação humanística e mural.
Fechada na clausura do mosteiro enriqueceu-se com muitas e diversas leituras, indo ao ponto de aprender latim clássico. Só veio a professar como religiosa no dia 4 de Junho do ano de 1624.
Ao correr do ano de 1655 era mestra das noviças e no ano de 1672 chegou a desempenhar o cargo de abadessa.
Relacionou-se com importantes escritores e eruditos dentro dos círculos literários de Aragão,  particularmente com Vincencio Juan de Lastanosa, com o Conde de Salinas, Juan Francisco Andrés de Uztarroz e com Baltasar Gracián, que lhe faz grandes elogios.
A poesia de Ana Francisca encontra-se inserida no livro de miscelâneas intitulado: “Vigilia y octavario de San Juan Bautista”, editado em Saragoça em 1679.
Grande parte da sua obra apresenta uma temática sacra e popular. Escreveu algumas das suas poesias em língua aragonesa, sendo um dos poucos testemunhos possuidores de aspectos linguísticos do aragonês do século XVII.